# فهرست اخلاق‌شناسان
فهرستی از اخلاق‌شناسان (انگلیسی: List of ethicists)؛ شخصیت‌های مذهبی یا سیاسی که خارج از رشته تخصصی‌شان، در ایده‌های مربوط به اخلاق مشارکت داشته و شناخته می‌شوند، یا با اتخاذ مواضعی نو در مورد مسائل ناشناخته قبلی، مناقشاتی را مطرح کرده‌اند.
اخلاق‌شناسان این مقاله به‌خاطر یک کار یا مسئله اخلاقی شناخته می‌شوند، و تعداد کمی از آن‌ها نویسنده یا طنزپرداز هستند، یا به‌عنوان یک میانجی، سیاست‌مدار، آینده‌پژوه یا دانشمند شناخته می‌شوند، نه به‌عنوان یک اخلاق‌شناس یا فیلسوف. برخی از چهره‌های بحث‌برانگیز نیز گنجانده شده‌اند، که ممکن است برخی از آن‌ها را نمونه‌های قلمداد کنند؛ تعدادی از آن‌ها به این دلیل گنجانده شده‌اند که نامشان همراه با بحث‌های اخلاقی خاصی آمده‌است.

## آ
- پیتر آبلار
- آمبدکار
- توماس آکویناس
- نومی آرپالی
- آندرونیکوس رودسی
- جولیا آناس
- کارل اتو آپل
- آریستوکسنوس
- جان آرتور
- آشوکا
- آگوستین
- جوکسه آزورمندی

## ا
- جان استیونز کابوت ابوت
- مورتیمر ادلر
- امبروس
- الیزابت انسکوم
- جیکوب ام. اپل
- ارسطو
- بندیکت اشلی
- ابن‌سینا
- افلاطون
- اپیکور
- لاوری اینگمان
- ابن میمون
- هیلدا دی. اوکلی
- جان جوزف اوکانر
- انورا اونیل
- میشل انفره
- جیووانی باتیستا اسکاراملی
- فرانک اشمالگر
- دیوید اشمیتز
- بی‌اف اسکینر
- جی. جی. سی. اسمارت
- آدام اسمیت
- هالی مارتین اسمیت
- مایکل ای. اسمیت
- وسلی جی. اسمیت
- هربرت اسپنسر
- باروخ اسپینوزا
- جان شلبی اسپنگ
- والتر ترنس استیس
- اولاف استاپلدون
- چارلز استیونسون
- دوگالد استوارت
- ماکس اشتیرنر
- استوبائوس
- ایرا اف. استون
- جفری استات
- لسلی استیون
- دیوید اشتراوس

## ب
- بهاءالله
- فرانتس زاور فون بادر
- فرانسیس بیکن
- آلن بدیو
- ساموئل بیلی
- تام بوچمپ
- رابرت بلارمین
- دیوید بناتار
- فردریش ادوارد بنکه
- جرمی بنتام
- توماس بری
- موریس بلانشو
- دیتریش بونهوفر
- موری بوکچین
- جرج بول
- نیک باستروم
- دانیل براک
- مارتین بوبر
- گوتاما بودا
- ماریو بونگه
- جودیت باتلر

## پ
- بلز پاسکال
- بهیاء بن پاکوده
- درک پارفیت
- دیوید پیرس
- فیلیپ پتیت
- تس پوزنر
- نوئل پرستون
- ریچارد پرایس
- پرودیکوس

## ت
- گابریل تیلور
- جنی تیچمن
- لری تمکین
- جودیت جارویس تامسون
- پل تیلیش
- لئو تولستوی
- جوآن ترونتو
- کنستانتین تسیولکوفسکی
- تیروواللووار

## ج
- جین جیکوبز
- پل جانت
- فرانسیس جفری
- تئودور سایمون ژوفروی

## چ
- راجر چائو
- جیمز چیلدرس
- نوآم چامسکی

## ح
- حمورابی

## د
- مری دالی
- نورمن دنیلز
- پارتا داسگوپتا
- ابراهیم بن دائود
- چارلز دی کونینک
- میگل آ. د لا توره
- کورا دیاموند
- فیلیپ دودریج
- الیوت ان. دورف
- جولیا درایور
- رونالد دوورکین

## ر
- پیتر ریلتون
- آین رند
- جان رالز
- جوزف راز
- تام ریگان
- جورج کروم رابرتسون
- ریچارد رورتی
- دیوید راس
- موری راتبارد
- ژان ژاک روسو
- جان راسکین
- اما راش
- برتراند راسل

## ز
- زرتشت
- گئورگ زیمل
- سیمچا زیسل زیو
- تئودور زوینگر

## ژ
پاپ ژان پل دوم

## س
- مارکی دو ساد
- ادوارد سعید
- اسرائیل سالانتر
- مایکل سندل
- جولیان ساوولسکو
- ضیاءالدین سردار
- جان رالستون سائول
- جفری سیر-مک کورد
- جیووانی باتیستا اسکاراملی
- تی.ام. اسکنلن
- آمارتیا سن
- سنکای جوان
- هنری سیجویک
- پیتر سینگر
- ولادیمیر سولوویف
- مارگارت سامرویل
- سون یات سن

## ش
- شونزی
- زالمان شاختر-شالومی
- ساموئل شفلر
- ماکس شلر
- فریدریش شیلر
- فریدریش شلایرماخر
- کارل ویلهلم فردریش شلگل
- موریتس شلیک
- آرتور شوپنهاور
- آلبرت شوایتزر
- راس شفر-لاندو

## ع
- عیسی ناصری
- علی عزت‌بیگویچ

## غ
- غزالی

## ف
- فیلون اسکندریه
- یوهان آلبرت فابریسیوس
- اسماعیل فاروقی
- نوسون تزوی فینکل
- جان فینیس
- جوزف فینز
- اوون فلانگان
- جوزف فلچر
- فیلیپا فوت
- ویلیام فرانکنا
- الکساندر کمبل فریزر
- ادوارد فریمن
- آر. جیو فری
- اریک فروم
- فضل الرحمن

## ک
- آلبر کامو
- آرتور کاپلان
- برنارد کلروو
- رندی کوهن
- کنفوسیوس
- جان ام کوپر
- مایکل کرانفورد
- آلیس کری
- راجر کریسپ
- سیمون کریچلی
- دیوید کراکر
- شلی کیگن
- ایمانوئل کانت
- راشورت کیدر
- سورن کی‌یرکگور
- مارتین لوتر کینگ جونیور
- ایوانا کوچورادی
- ایزرائل کرزنر
- لارنس کولبرگ
- ماریو کوپیک
- کریستین کورسگارد
- دیوید کورتن
- تادئوش کوتاربینسکی
- پتر کروپوتکین
- هانس کونگ
- کوئنتیلی

## گ
- ریموند گایتا
- مهاتما گاندی
- رجینالد گاریگو لاگرانژ
- دیوید گوتیه
- آلن گویورت
- آلن گیبارد
- پیتر گلدی
- ویکتور گولانچ
- سلیا گرین
- تامس هیل گرین
- استنلی گرنز
- هوگو گروتیوس
- تنزین گیاتسو، چهاردهمین دالایی لاما
- گزنوکراتس

## ل
- لویی لاول
- آلدو لئوپولد
- بارون اچ. لرنر
- امانوئل لویناس
- آلفونسوس لیگوری
- اندرو لینزی
- دی. استیون لانگ
- جان لاک
- آنتوان گارابی د لا لوزرن
- موشه چایم لوزاتو

## م
- نیکولو ماکیاولی
- السدیر مک‌اینتایر
- جی. ال. مکی
- ویلیام مک‌اسکیل
- مائو تسه‌تونگ
- مرقیون
- جک ماهونی
- ژاک ماریتن
- جیمز مارتینو
- جان مکداول
- گلن مک‌گی
- رالف مک اینرنی
- دونلا میدوز
- پیتر مدوار
- منسیوس
- مندموس
- آلن مورینیس
- موزی
- فاطمه مرنیسی
- مری میجلی
- جیمز میل
- جان استوارت میل
- موسی - ده فرمان
- میشل مودی آدامز
- جرج ادوارد مور
- راداکمال موکرجی
- آیریس مرداک

## ن
- تامس نیگل
- سید حسین نصر
- اسوالد فون نل برونینگ
- ریچارد نیبور
- راینهولد نیبور
- فریدریش نیچه
- کارلوس سانتیاگو نینو
- کارل امانوئل نیتز
- دیوید ال. نورتون
- رابرت نوزیک
- مارتا نوسبوم
- گورو نانک

## و
- هنری بابکوک ویچ
- فرانسیسکو دی ویتوریا
- یوهان گئورگ والش
- ویلیام جورج وارد
- اتو واینینگر
  - فیلیپ ویکستید
- بنجامین ویکر
- دانیل ویکلر
- برنارد ویلیامز
- سوزان ولف
- کریستیان ولف
- ویلیام ولاستون
- ویوکاناندا

## ه
- یورگن هابرماس
- ریچارد مروین هیر
- گیلبرت هارمن
- سم هریس
- جان هارسانی
- رابرت اس. هارتمن
- استنلی هاورواس
- هنری هزلیت
- پل هاوکن
- مارتین هایدگر
- اریش هلر
- کلود آدرین هلوسیوس
- یوهان فردریش هربارت
- آبراهام جاشوا هیشل
- هیروکلس اسکندریه
- جیمز هینتون
- توماس هابز
- واو هلند
- اسکار هورتا
- هانس هرمان هپه
- دیوید هیوم
- جان پیترز هامفری - نویسنده اعلامیه جهانی حقوق بشر سازمان ملل
- ادوارد هوندرت
- روزالیند هرست‌هاوس
- فرانسیس هاچسون
- توماس هنری هاکسلی
- ویلیام هیول

## ی
- رودولف کریستوف یوکن
- جان هوارد یودر